# Дисфункції медіа
Дисфýнкції мéдіа — це такі наслідки діяльності масових медіа, що є небажаними або несприятливими для добробуту суспільства та/або його членів. Дисфункції можуть бути явними (сплановані, передбачені наслідки) або латентними (наслідки, що не були спланованими). Термін відноситься до парадигми функціоналізму у сфері соціології, а саме до функціонального аналізу медій.  

### Діяльність масових медіа
Згідно з Ч. Р. Райтом, основна діяльність масових медіа поділяється за спрямованістю на чотири таких види:
- Інформування (англ. surveillance) – збір та поширення інформації стосовно подій навколишнього середовища в межах та/або за межами певного суспільства;
- Узгодження (англ. correlation) – інтерпретація інформації щодо навколишнього середовища з метою запровадження певної реакції суспільства на цю інформацію;
- Забезпечення культурної передачі (англ. cultural transmission) – запровадження засобів, спрямованих на розповсюдження і закріплення у суспільстві існуючих культурних норм та цінностей або на їх передачу між поколіннями чи різними групами людей;
- Розважання (англ. entertainment) – забезпечення медіа-простору повідомленнями, першочерговою метою яких є розважання суспільства.

## Дисфункції діяльності медіа
Кожен з видів діяльності медіа має вплив на рівні індивідів, груп людей і суспільства загалом, а також на рівні його культури, що виявляється у явних або латентних наслідках: функціях та дисфункціях.

### Дисфункції інформування
Діяльність масових медіа, спрямована на інформування суспільства, забезпечує населення інформацією попереджувального характеру (на кшталт негайних повідомлень про явища, що загрожують життю людей) або інструментального характеру (на кшталт повідомлень, що надають інформацію про інші суспільства, або таку, що стає у нагоді в повсякденному житті). Серед дисфункцій такого виду діяльності,  Ч. Р. Райт та М. С. Рабю зазначали такі:
- Поширення панічних настроїв у суспільстві або пригнічення психічного стану індивіда до постійної тривоги внаслідок перенавантаження інформаційного середовища повідомленнями про загрозливі явища чи можливі катастрофи (дисфункція на суспільному/індивідуальному рівні);
- Можливість дестабілізації устрою суспільства, внаслідок поширення повідомлень про умови життя або ідеологію інших суспільств (на суспільному рівні);
- Поширення апатичних настроїв у суспільстві, що виявляється у індеферентному ставленні людей до певних негативних подій або явищ внаслідок перенавантаження інформаційної сфери повідомленнями про них (на індивідуальному рівні);
- Підривання авторитету певних груп людей, що наділені владою внаслід розповсюдження компромату стосовно цієї групи (на груповому рівні);
- Можливість розмиття панівної у суспільстві культури внаслідок надання великого обсягу інформації стосовно культур інших суспільств (на культурному рівні).

Дж. А. Девіто до дисфункційних відносив, зокрема, явище наділення статусом, суть якого полягає у психологічному феномені: люди схильні виявляти більше інтересу і довіри до тих людей/подій/явищ, що найчастіше висвітлюються у медіа. Таким чином, це явище стає дисфункцією у тому випадку, коли об'єкт, який наділено статусом, не є достовірним або не забезпечує суспільство соціально-продуктивною інформацією.

### Дисфункції узгодження
Діяльність масових медіа, спрямована на узгодження суті повідомлення із реакцією суспільства, забезпечує населення інформацією стосовно "глибшого" значення та важливості певного явища чи події, що були висвітлені у повідомленні. Серед дисфункцій цього виду діяльності медіа виділено такі:
- Підвищення рівня конформізму і пасивної участі та зниження здатності до критичного мислення у суспільстві, що потенційно веде до застою у суспільному розвитку внаслідок постійного транслювання "готових" опіній у медіа (на суспільному/індивідуальному рівні);
- Закріплення стереотипів, що є деструктивними для суспільства, внаслідок їх транслювання у інформаційному середовищі (на культурному рівні);
- Дезінформація суспільства внаслідок поширення помилкових опіній комунікаторами масових медіа (на суспільному рівні).

### Дисфункції забезпечення культурної передачі
Діяльність масових медіа, спрямована на закріплення у суспільстві культурних норм та цінностей виконує, зокрема, і функцію соціалізації індивідів у суспільстві. З дисфункцій цього виду діяльності медіа виділено такі:
- Вибіркове транслювання у медіа середовищі певних (помилкових) норм та цінностей задля вигоди зацікавлених осіб на кшталт великих корпорацій (на суспільному/культурному рівні);
- Знецінення "живих" агентів соціалізації (напр., родини) внаслідок транслювання великої кількості пізнавальної інформації для засвоєння індивідами у ранньому віці (на індивідуальному рівні);
- Можливість зменшення варіативності субкультур внаслідок надання переваги транслюванню норм та цінностей панівної культури (на культурному рівні).

### Дисфункції розважання
Діяльність масових медіа, спрямована на поширення (як правило) не-інформаційних повідомлень у суспільстві забезпечує населення розважальним змістом у медійному середовищі. Серед дисфункцій такого виду діяльності медіа виділено такі:
- Зниження якості змісту повідомлень внаслідок орієнтації на якомога більший обсяг аудиторії (на культурному рівні);
- Можливість знецінення автентичної культури суспільства на користь сукупності глобальних "популярних" культурних норм на цінностей (на культурному рівні);
- Відвертання уваги суспільства від актуальних проблем внаслідок транслювання повідомлень розважального характеру більшу частину ефірного часу (на суспільному рівні);
- Зниження соціальної активності індивідів у суспільстві внаслідок надання індивіду можливості замінити "живу" взаємодію на перебування у медіа середовищі (на суспільному/індивідуальному рівні);
- Провокування поширення практик ескапізму серед суспільства внаслідок зниження соціальної активності (на індивідуальному рівні).

## Використані джерела
1. 1 2 3 4 5  Wright, C. R. Functional Analysis and Mass Communication / Charles R. Wright. // The Public Opinion Quarterly. - 1960. - V. 24, № 4. - P. 605-620.
2. 1 2 3 4  Rabiu, M. S. (1 січня 2010). Functions and Dysfunctions of Mass Communication Media. Creative Artist: A Journal of Theatre and Media Studies (англ.). Т. 4, № 1. с. 165—187. ISSN 2006-6910. Архів оригіналу за 13 січня 2017. Процитовано 19 грудня 2016.
3. ↑  Devito, A. J. (1991). Human communication: the basic course. New York: Harper Collins Publishers.